# 莫纳山
莫纳山，全称是莫纳布拉班特山（法語：Le Morne Brabant），是毛里求斯西南角的一个半岛，半岛上有一座高556米的玄武质岩山，是毛里求斯著名景点之一。2008年文化景观列入联合国教科文组织世界遗产名录。

## 文化
莫纳山原本并不出名，19世纪奴隶将此处作为逃脱的隐蔽点后而得到重视。毛里求斯的奴隶制度废除后的1835年2月1日，据说当地警察前往山中告诉那些奴隶们他们已经获得了自由。然而，当地奴隶误解这一队人马是来抓他们的。他们害怕抓获重新作为奴隶，于是他们逃到山顶，并跳崖而亡。自1987年起这个日子成为废除奴隶制纪念日。
2003年，毛里求斯政府开始申请将此地列入世界遗产，最终于2008年正式列入。

## 登录基准
该世界遗产被认为满足世界遺產登錄基準中的以下基準而予以登錄：
- （i）表现人类创造力的经典之作。
- （vi）具有显著普遍价值的事件、活的传统、理念、信仰、艺术及文学作品，有直接或实质的连结（世界遗产委员会认为该基准应最好与其他基准共同使用）。

## 拓展阅读
- Dominique Auzias, Jean-Paul Labourdette: Maurice, Rodrigues Le Petit futé. Country guide  （在线 （页面存档备份，存于）） （法文）
- Rosabelle Boswell: Le Malaise Créole: Ethnic Identity in Mauritius Berghahn Books, 2006. ISBN 1845450752（英文）